# Personal Jesus (album)
Albums de Nina Hagen
Irgendwo auf der Welt
Personal Jesus est le douzième album solo de Nina Hagen, sorti en juillet 2010. Évoquant sa récente rencontre avec le christianisme, la chanteuse y fait plusieurs reprises dont Personal Jesus de Depeche Mode et All you fascists bound to lose de Woody Guthrie.

## Liste des titres
| No  | Titre                          | Durée |
| --- | ------------------------------ | ----- |
| 1.  | God's Radar                    | 3:58  |
| 2.  | I'll Live Again                | 2:48  |
| 3.  | Personal Jesus                 | 4:01  |
| 4.  | Nobody's Fault But Mine        | 4:01  |
| 5.  | Down At the Cross              | 3:13  |
| 6.  | Just a Little Talk with Jesus  | 3:49  |
| 7.  | Mean Old World                 | 3:03  |
| 8.  | Help Me                        | 2:35  |
| 9.  | Take Jesus With You            | 3:12  |
| 10. | On the Battlefield             | 3:41  |
| 11. | Run On                         | 2:27  |
| 12. | All You Fascists Bound to Lose | 1:40  |
| 13. | Sometimes I Ring Up Heaven     | 4:12  |